# Santa Fe (Romblon)
Santa Fe is een gemeente in de Filipijnse provincie Romblon op het eiland Tablas. Bij de laatste census in 2007 had de gemeente ruim 16 duizend inwoners.

## Geografie

### Bestuurlijke indeling
Santa Fe is onderverdeeld in de volgende 11 barangays:
| - Agmanic - Canyayo - Danao Norte - Danao Sur - Guinbirayan - Guintigbasan | - Magsaysay - Mat-i - Pandan - Poblacion - Tabugon |

## Demografie
Santa Fe had bij de census van 2007 een inwoneraantal van 16.315 mensen. Dit zijn 2.175 mensen (15,4%) meer dan bij de vorige census van 2000. De gemiddelde jaarlijkse groei komt daarmee uit op 1,99%, hetgeen lager is dan het landelijk jaarlijks gemiddelde over deze periode (2,04%). Vergeleken met de census van 1995 is het aantal mensen met 3.650 (28,8%) toegenomen.

De bevolkingsdichtheid van Santa Fe was ten tijde van de laatste census, met 16.315 inwoners op 63,52 km², 199,4 mensen per km².